# Demi Payne
Pour les articles homonymes, voir Payne.
Demi Payne (née le 30 septembre 1991 à New Braunfels) est une athlète américaine, spécialiste du saut à la perche. 

## Biographie
Elle est la fille du sauteur à la perche Bill Payne. Plus intéressée par d'autres sports, Demi Payne décide de réellement se concentrer au saut à la perche après la naissance de sa fille Charlee le 22 octobre 2013.
Le 24 janvier 2015, Payne porte son record personnel en salle à 4,75 m, nouveau record national NCAA. Plus tard dans la saison hivernale, elle remporte le titre lors des Championnats des États-Unis avec 4,55 m. L'été suivant, elle franchit 4,71 m en extérieur et se classe troisième des Championnats des États-Unis en plein air, se qualifiant ainsi pour les Championnats du monde de Pékin. Lors de ces championnats du monde, elle est malheureusement éliminée en qualifications, ne réalisant que 4,30 m.
Le 6 février 2016, une semaine après le record du monde en salle de sa compatriote Jennifer Suhr et quelques heures après les 4,80 m de son autre compatriote Sandi Morris, l'Américaine efface à Albuquerque une barre à 4,88 m : cette performance la porte au troisième rang des meilleures performeuses de tout le temps en salle, derrière Jennifer Suhr (5,03 m) et Yelena Isinbayeva (5,01 m),,. Elle fait désormais figure de favorite pour les Championnats du monde en salle de Portland, d'autant plus que Suhr et Isinbayeva ne seront pas présentes. Le 20 février 2016, Payne est battue aux essais par la Grecque Ekateríni Stefanídi  lors des Millrose Games de New York, malgré l'extraordinaire performance de 4,90 m à son second essai. 
Le 12 mars, Payne se classe troisième du championnat des États-Unis avec 4,85 m, derrière Sandi Morris (4,95 m) et Jennifer Suhr (4,90 m).

### Suspension pour dopage
Le 24 août 2018, il est révélé que Demi Payne a été testée positive lors d'un contrôle antidopage aux championnats des Etats-Unis en salle, le 12 mars 2016. L'USADA décide d'ouvrir une investigation après avoir reçu un mail anonyme expliquant que des boissons contaminées ont été distribuées lors du championnat, ce qui se révélera être faux. Testée positive au drostanolone, un steroïde anabolisant, elle reçoit une suspension de 4 ans, à compter du 31 mars 2016. L'histoire crée notamment un scandale dans le monde du saut à la perche, notamment par le temps d'attente (2 ans et 5 mois) pour que l'affaire soit révélée et que la sanction soit donnée.

## Palmarès
| Date | Compétition           | Lieu    | Résultat | Marque |
| ---- | --------------------- | ------- | -------- | ------ |
| 2015 | Jeux panaméricains    | Toronto | 4e       | 4,50 m |
| 2015 | Championnats du monde | Pékin   | 19e      | 4,30 m |

## Records
| Épreuve          |           | Performance | Lieu     | Date            |
| ---------------- | --------- | ----------- | -------- | --------------- |
| Saut à la perche | Plein air | 4,71 m      | Hammond  | 8 mai 2015      |
| Saut à la perche | Salle     | 4,90 m      | New York | 20 février 2016 |